# Thorictus kaznakovi
Thorictus kaznakovi là một loài bọ cánh cứng trong họ Dermestidae. Loài này được R. Schmidt miêu tả khoa học năm 1904.